# Doassansiopsis tomasii
Doassansiopsis tomasii är en svampart som beskrevs av Vánky 2006. Doassansiopsis tomasii ingår i släktet Doassansiopsis och familjen Doassansiopsidaceae.   Inga underarter finns listade i Catalogue of Life.